# Jenny Dahlberg
Jenny Sofie Dahlberg, född 11 oktober 1975 i Skellefteå, är en svensk författare, krönikör, spökskrivare och journalist.

## Biografi
Dahlberg har en utbildning från Poppius journalistskola år 2000. Hon debuterade som författare 2003 med boken Tjock! som kom ut på Bokförlaget Forum. Boken sålde i 10 000 exemplar och gavs även ut i Finland och Estland. Boken kom även i nyutgåva 2015 på Whip media, då utökad med ett nyskrivet kapitel.
Dahlberg har tillsammans med Johanna Wistrand skapat en spökskrivartjänst som vänder sig till personer som vill ha hjälp med att skriva böcker, men även blogginlägg och krönikor. Hon har arbetat som spökskrivare sedan 2008 och spökskrev under de första åtta åren ett tjugotal böcker inom olika genrer, främst självbiografier.

## Priser och utmärkelser
Dahlberg utsågs till Årets Hederstryffel år 2003 av Överviktigas riksförbund.